# 遠州信用金庫
遠州信用金庫（えんしゅうしんようきんこ、英語：Enshu Shinkin Bank）は、静岡県浜松市中央区に本店を置く信用金庫である。通称「えんしん」。
1971年、引佐信用金庫と浜名信用金庫との合併により発足した。

## 概要
現在の営業地区は、静岡県浜松市、磐田市、湖西市、袋井市、周智郡、および愛知県豊橋市である。
ATMでは、他の信用金庫のキャッシュカードによる入出金、及び静岡銀行のキャッシュカードによる出金については自信金扱いとなる。

## 沿革

### 引佐信用金庫
- 1950年3月 - 気賀信用組合設立。当時の引佐郡気賀町気賀73番地（現在の浜松市浜名区細江町）に本店を設置。営業地区は引佐郡とする。
- 1952年9月 - 気賀信用組合を引佐郡信用組合に商号変更。
- 1953年3月 - 引佐郡信用組合を引佐信用金庫に改組。
- 1964年11月 - 営業地区に、当時の浜名郡、浜松市、浜北市を追加。

### 浜名信用金庫
- 1951年6月 - 浜名信用組合設立。当時の浜名郡中野町村中野町1217番地（現在の浜松市中央区）に本店を設置。営業地区は浜名郡。
- 1952年6月 - 浜名信用組合を浜名郡信用金庫に改組。
- 1963年8月 - 浜名郡信用組合を浜名信用金庫に商号変更。
- 1964年11月 - 営業地区に当時の浜松市、浜北市、引佐郡を追加。
- 1967年7月 - 本店を浜松市和田町796番地に移転。
- 1969年10月 - 営業地区に磐田市、天竜市、磐田郡を追加。

### 遠州信用金庫
- 1971年4月 - 引佐信用金庫と浜名信用金庫が合併し、遠州信用金庫設立。
- 1972年7月 - 営業地区に袋井市、周智郡を追加。
- 1973年4月 - 本店を浜松市中沢町81-18の現在地に移転。
- 1976年6月 - 営業地区に愛知県豊橋市を追加。
- 2000年2月 - 本店新館を建設し、相談センターを設置。
- 2003年11月 - 「えんしん経営者クラブ」（会員組織）が発足。
- 2005年3月 - 本部および本店、構内関連企業3社においてISO 14001の認証を取得。
- 2005年7月 - 営業地区に掛川市を追加。
- 2023年7月24日 - この日から磁気の影響を受けにくい新しい通帳（Hi-Co通帳）を取扱開始した(Hi-Co通帳に対応していない信用金庫ATMではHi-Co通帳は使えない。)[1]。